# Michael B. Silver
Michael Buchman Silver (Manhattan (New York), 8 juli 1967) is een Amerikaans acteur, filmregisseur, filmproducent en scenarioschrijver.

## Biografie
Silver heeft gestudeerd aan de Brown-universiteit in Providence (Rhode Island). Silver is in 2000 getrouwd en heeft hieruit een zoon.

## Filmografie

### Films
Uitgezonderd korte films.
- 2024 Guns & Moses - als Jeff Rosner
- 2018 The Samuel Project - als Robert
- 2018 Rumor from Ground Control - als Baxter Aleks
- 2015 Larry Gaye: Renegade Male Flight Attendant - als Geddes
- 2013 Leave of Absence – als Dan Collins
- 2012 Hornet's Nest – als Adam Goode
- 2012 Liz & Dick - als hoofd publiciteit bij Fox
- 2010 Love Shack – als Jerry Sphincter
- 2009 U.S. Attorney – als Walter Bertram
- 2008 SIS – als Arnold Heller
- 2007 Marlowe – als Charles Difrisco
- 2006 Unbeatable Harold – als pastoor
- 2003 Seabiscuit – als dokter in Baltimore
- 2003 Vegas Dick – als Slick
- 2002 The Big Time – als Walt Kaplan
- 2001 I Am Sam – als dr. Jaslow
- 2001 Legally Blonde – als Bobby
- 2000 Submerged – als dr. Winslow
- 2000 In the Weeds – als Marlon
- 1999 Seven Girlfriends – als Joe
- 1998 Playing by Heart – als Max
- 1998 All of It – als Ben Glazer
- 1997 Bloodhounds – als politieagent
- 1996 Eye for an Eye – als assistent
- 1995 Virtuosity – als undercoveragent
- 1995 Higher Learning – als lid studentenvereniging
- 1994 The Adventures of Young Indiana Jones: Hollywood Follies – als Tony Lewis
- 1994 The Enemy Within – als luitenant Lonner
- 1993 Kason Goes to Hell: The Final Friday – als Luke

### Televisieseries
Uitgezonderd eenmalige gastrollen.
- 2023 Fear the Walking Dead - als Krennick - 2 afl.
- 2022 Young Rock - als Herman - 2 afl.
- 2017 - 2019 Instinct - als Kanter Harris - 23 afl.
- 2019 The InBetween - als Brian Currie - 7 afl.
- 2017 - 2018 Suits - als Craig Seidel - 5 afl.
- 2017 Law & Order True Crime - als Gerald Chaleff - 3 afl.
- 2016 - 2017 I am: Life of a Gigolo - als Don - 3 afl.
- 2015 - 2016 Secrets and Lies - als ADA Ken Turk - 3 afl.
- 2016 Murder in the First - als Franklin 'Frank' Tucker - 4 afl.
- 2010 – 2016 Royal Pains – als Ken Keller – 13 afl.
- 2015 Shameless - als Lorenzo - 3 afl.
- 2012 The Ropes – als Danny Diamond – 6 afl.
- 2011 – 2012 Private Practice – als David Gibbs – 2 afl.
- 2009 The Hustler – als pastoor van Travis – 2 afl.
- 2008 – 2009 Brothers & Sisters – als Stu Orenbacher – 2 afl.
- 1995 – 2009 ER – als dr. Paul Myers – 12 afl.
- 2008 Eli Stone – als Elliott Ruseell – 2 afl.
- 2007 – 2008 Las Vegas – als Steve Levin – 4 afl.
- 2006 – 2007 Shark – als Dan Lauter – 4 afl.
- 2007 Cane – als dr. Shapiro – 2 afl.
- 2006 – 2007 Veronica Mars – als professor David Winkler – 3 afl.
- 2006 Day Break – als Nathan Baxter – 4 afl.
- 2004 – 2006 CSI: Miami – als FBI agent Peter Elliott – 7 afl.
- 2005 Beautiful People – als David Stein – 5 afl.
- 1996 – 2004 NYPD Blue – als Leo Cohen – 31 afl.
- 2003 Skin – als ?? – 3 afl.
- 2002 For the People – als Will Campbell - ? afl.
- 2001 Once and Again – als Paul – 2 afl.
- 1998 The X-Files – als Howard Grodin – 2 afl.

### Filmregisseur
- 2024 10 Rules for the Perfect Murder - podcastserie
- 2021 Conning Love - korte film
- 2021 The Quiet Rider - korte film
- 2021 Sorry Officer - korte film
- 2017 I am: Life of a Gigolo - televisieserie - 1 afl.
- 2016 - 2017 Girlfriends' Guide to Divorce - televisieserie - 2 afl.
- 2016 The Interrogation - korte film
- 2015 Royal Pains - televisieserie - 1 afl.
- 2010 Love Shack - film

### Filmproducent
- 2024 Mr. Buchman Goes to Washington - podcastserie
- 2021 Conning Love - korte film
- 2021 The Quiet Rider - korte film
- 2021 Sorry Officer - korte film
- 2010 Love Shack - film

### Scenarioschrijver
- 2022 The Method - podcastserie
- 2012 The Ropes – televisieserie – 2 afl.
- 2010 Love Shack – film
- 2005 Medical Investigation – televisieserie – 1 afl.
- 2002 She Spies – televisieserie - ? afl.

- Library of Congress Control Number: nr2005029438
- Virtual International Authority File: 34416332
- WorldCat: E39PBJrKYmDRGbwqYJBmTgjV4q